# Lorenz Wolf (Märtyrer)
Lorenz Wolf (* 10. Dezember 1871 in Klein-Liebental bei Odessa, Ukraine, Russisches Kaiserreich; † nach 1935 in der Sowjetunion) war ein russlanddeutscher römisch-katholischer Geistlicher und Märtyrer.

## Leben
Lorenz Wolf wuchs im Bistum Tiraspol auf. Er studierte Theologie im Priesterseminar Saratow und wurde am 8. September 1897 zum Priester geweiht. Die Stationen seines Wirkens waren: Vikar in Kostheim (Molotschna) bei Melitopol, 1898 Pfarrverweser, dann Pfarrer, in München bei Odessa, 1908 Neu-Liebental, 1928 Elsaß (Kutschurgan). 1935 wurde er verhaftet und zu 6 oder 10 Jahren KZ verurteilt. Seitdem ist er verschollen.

## Gedenken
Die Römisch-katholische Kirche in Deutschland nahm Lorenz Wolf als Märtyrer in das deutsche Martyrologium des 20. Jahrhunderts auf.